# Королёва, Клавдия Петровна
Клавдия Петровна Королёва (1907—?) — поездной диспетчер, инициатор организации работы по уплотнённому графику оборота локомотивов на железнодорожном транспорте, лауреат Сталинской премии.

## Биография
Работала на железнодорожном транспорте с 1933 года. В 1947 году применила уплотнённый график оборота локомотивов на участке Орехово — Воскресенск МРЖД. В 1951 году явилась одним из инициаторов организации пропуска тяжеловесных грузовых поездов по постоянному расписанию.
Метод Королёвой нашёл широкое применение на сети железных дорог СССР.

## Награды и премии
- Сталинская премия третьей степени (1950) — за разработку и внедрение нового стахановского метода труда на ж/д транспорте (движение машинистов-пятисотников).
- орден орден «Знак Почёта» (1942)
- медали
- Почётный железнодорожник